# Parsons School of Design
Parsons School of Design — частная школа искусств и дизайна, расположенная в районе Гринвич-Виллидж на Манхэттене в Нью-Йорке. Является одним из пяти колледжей новой школы.
Школа была основана в 1896 году Уильямом Чейзом в поисках индивидуального художественного самовыражения. Она была первым учебным заведением в стране, предлагающим обучение в области дизайна одежды, рекламы, дизайна интерьера и графического дизайна. Школа предлагает программы бакалавриата и магистратуры.
Среди выпускников Parsons много известных модельеров, фотографов, дизайнеров, иллюстраторов и художников, которые внесли значительный вклад в эти области. Школа является членом «Национальной ассоциации школ искусства и дизайна» и «Ассоциации независимых колледжей искусства и дизайна».

## История

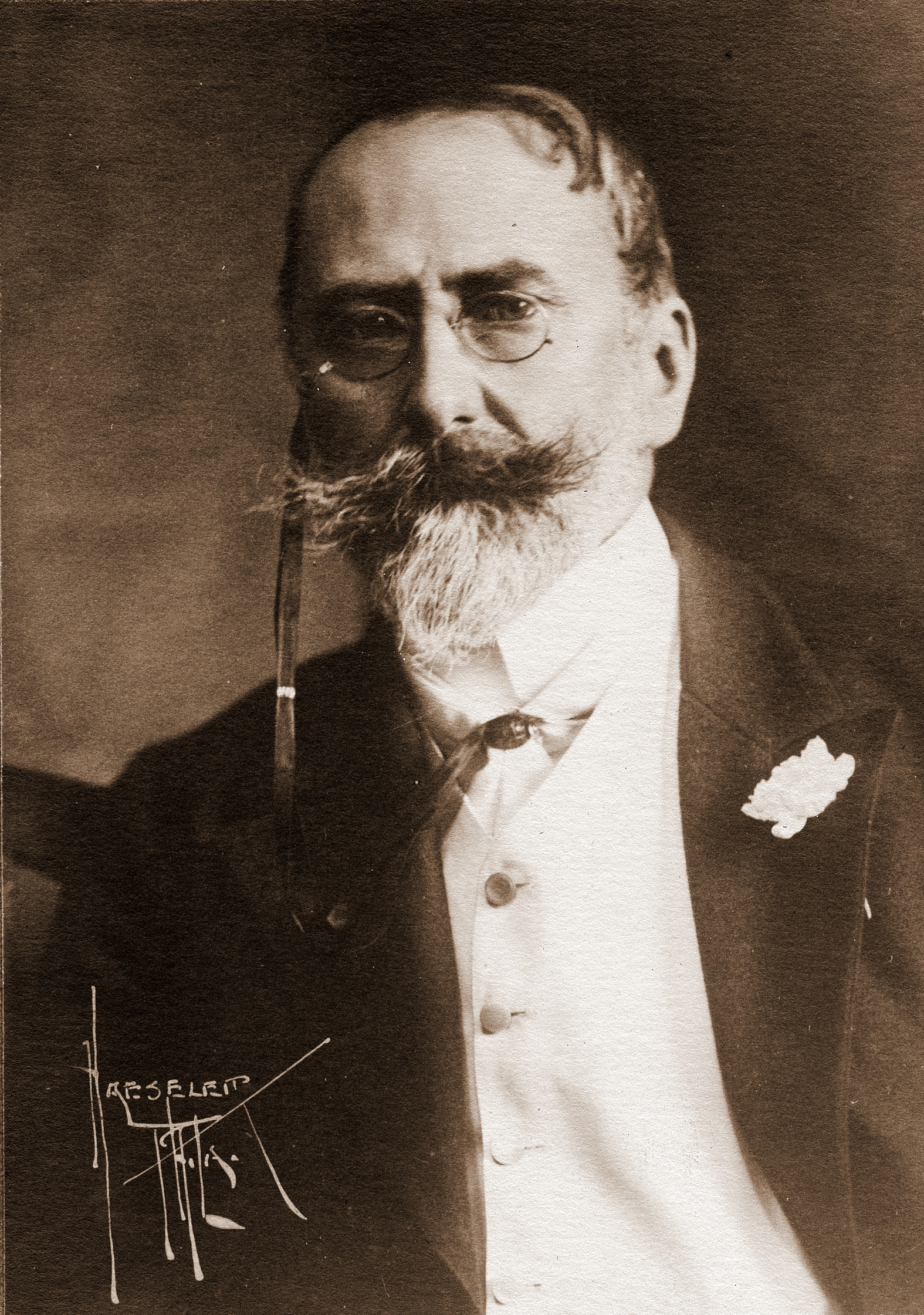
Портрет Уильяма Чейза 1900 год.

Основана в 1896 году американским художником-импрессионистом Уильямом Мерритом Чейзом (1849—1916). Чейз возглавлял небольшую группу прогрессистов, которые вышли из Лиги студентов-художников Нью-Йорка в поисках более свободного, драматичного и индивидуального выражения искусства. Школа Чейза сменила свое название в 1898 году на нью-йоркскую школу искусств.
В 1904 году Фрэнк Парсонс присоединился к художнику Роберту Анри в качестве преподавателя школы. В это же время Парсонс учился в течение двух лет у авангардного художника и педагога, Артура Доу в колумбийском университете, окончив его в 1905 году со степенью в области изобразительного искусства. Через несколько лет он стал президентом Нью-йоркской школы искусств. Предвидя новую волну промышленной революции, Парсонс предсказал, что искусство и дизайн вскоре будут неразрывно связаны с двигателями промышленности. Его видение было подтверждено первыми учебными программами в области дизайна одежды, интерьера, рекламы и графического дизайна.
В 1909 году школа была переименована в Нью-йоркскую школу изобразительного и прикладного искусства. Парсонс стал единственным директором в 1911 году, должность, которую он сохранял до самой смерти в 1930 году. Уильям Одом, основавший парижские ателье школы в 1921 году, сменил Парсонса на посту президента. В честь Парсонса, который сыграл важную роль в управлении развитием школы и формировании визуального художественного образования через свои теории о связи искусства и промышленности во всем мире, учебное заведение стало называться Parsons School of Design в 1941 году.
В 1970 году Parsons стала подразделением новой школы. Кампус переехал из Саттон-плейс в Гринвич-Виллидж в 1972 году.
В 2005 году, когда родительское учреждение было переименовано в новую школу, которая подверглась ребрендингу и была переименована в Parsons The New School for Design. В 2015 году руководство отказалось от официального названия и с тех пор упоминается как Parsons School of Design.

## Кампусы
Как и у большинства университетов Нью-Йорка, кампус школы разбросан среди зданий, но главное из них расположено на пересечении 13-й улицы и 5-й авеню. Многие другие объекты находятся в зданиях, совместно используемых другими колледжами в новой школе. У Parsons также есть кампус, расположенный в Париже, известный как Parsons Paris.

### Университетский центр

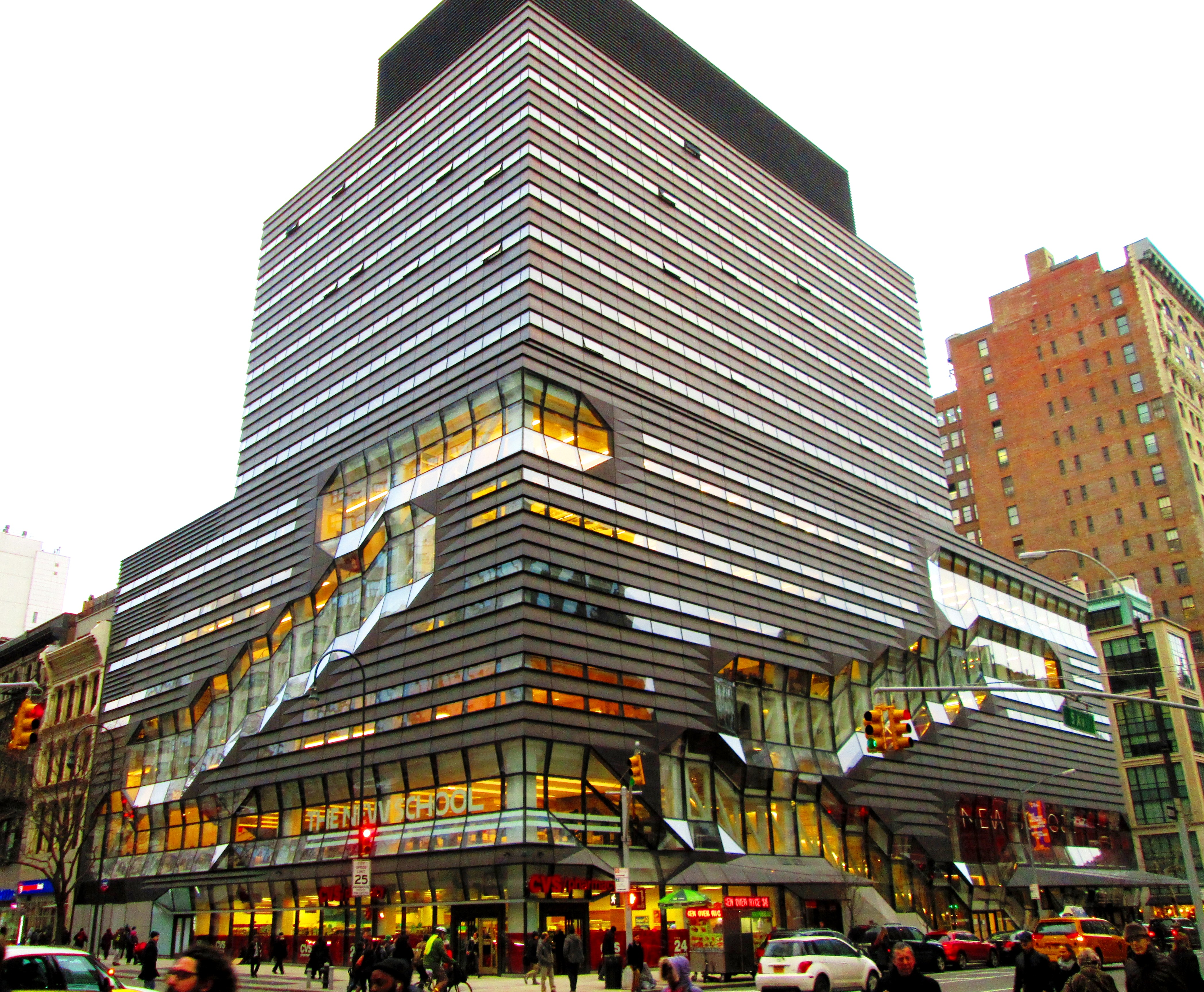
Новый школьный университетский центр на пересечении 14-й улицы и Пятой авеню, здание «LEED Gold», построено в 2014 году.

Новая школа открыла 16-этажный университетский центр The New School University Center («UC») по адресу 65-я авеню в январе 2014 года.
Хотя планы 65-й авеню первоначально вызывали споры среди студентов, они были скорректированы и в итоге были хорошо приняты. В рецензии на окончательный проект университетского центра архитектурный критик The New York Times, Николай Урусофф назвал здание торжеством космополитического города.
Башня, которая была спроектирована архитектурным бюро, Skidmore, Owings & Merrill, является крупнейшим проектом, который когда-либо утверждал университет. Здание добавило новые резиденции, компьютерные классы, помещения для проведения мероприятий и кафетерий в центре Нью-Йорка в дополнение к двухэтажной библиотеке и лекционным залам.

## Программы
Школа Parsons предлагает двадцать пять различных программ, каждая из которых размещена в одном из пяти отделов:
- School of Art and Design History and Theory — декан Ронда Гарлик;
- School of Art, Media, and Technology — декан Энн Гейнс;
- School of Constructed Environments — декан Роберт Киркбрайд;
- School of Design Strategies: Cities, Services, Ecosystems — декан Джейн Пироне;
- School of Fashion — декан Бурак Чакмак.

## Демография
В школе обучается около 3800 студентов и 400 аспирантов. Среди студентов 77 % составляют женщины и 23 % — мужчины, причем большинство из них — студенты дневной формы обучения.Около одной трети обучающихся составляют иностранные студенты, приехавшие из 68 различных стран. Самые крупные международные группы прибывают из Азии, за ними следует Европа.
Здесь работают 127 штатных преподавателей и 1056 внештатных, многие из которых являются практикующими художниками и дизайнерами в Нью-Йорке. Соотношение студентов и преподавателей составляет 9:1.
Среди известных преподавателей школы — Фрэнк Ллойд Райт, Пит Мондрайн, Тим Ганн, Сун Ю и другие.

## Выдающиеся выпускники
В школе обучались такие известные дизайнеры, как Донна Каран, Кей Унгер, Скотт Сальватор, Марк Джейкобс, Александр Ванг, Том Форд, Анна Суи, Джейсон Ву, Нарcисо Родригес, Джек Макколлоу и Лазаро Эрнандес, Айзак Мизрахи, Саманта Слипер, Дерек Лам, Прабала Гурунга, Херон Престон, Julie Umerle, Дженна Лайонс, Джо Коупленд, Джаспер Конран и др.